# Trzej Caballeros
Trzej Caballeros (ang. The Three Caballeros) – amerykański propagandowy animowany film muzyczny z 1944 roku w reżyserii Norma Fergusona. Siódmy film z oficjalnego kanonu animacji Disneya. Drugi z pełnometrażowych filmów animowanych produkcji Walt Disney Productions stanowiący antologię krótkometrażówek celem oszczędzania kosztów wobec problemów finansowych wytwórni.
Film obchodzi dziesiątą rocznicę Kaczora Donalda i przedstawia jego urodzinowe przygody przez Amerykę Łacińską w towarzystwie jego latynoskich przyjaciół José Carioki i Panchita Pistolesa, z którymi tworzy trio Trzej Caballeros. W filmie wystąpiła większość latynoamerykańskich gwiazd, m.in. Aurora Miranda, Dora Luz i Carmen Molina. Jest to jeden z pierwszych filmów pełnometrażowych, w którym zastosowano połączenie tradycyjnej animacji z żywą akcją z udziałem aktorów. W filmie zadebiutowały postacie Panchita Pistolesa oraz Ptaka Aracuana.
Film powstał z inicjatywy Walta Disneya jako reprezentacja Meksyku i został sfinansowany przez Biuro Koordynatora ds. Spraw Międzyamerykańskich w ramach polityki dobrego sąsiedztwa. Wybrani pracownicy Disneya odbyli trzy podróże do Meksyku w latach 1942–1943 celem przeprowadzenia dokumentacji do segmentów mających tworzyć film pełnometrażowy zwany oryginalnie Surprise Package.
Trzej Caballeros trafili do meksykańskich kin w 1944 roku, a w Stanach Zjednoczonych zadebiutowali rok później. O ile w Meksyku film ciepło przyjęto, tak w Stanach Zjednoczonych okazał się porażką finansową i artystyczną, gdzie szczególnie skrytykowano uganianie się Donalda i jego kompanów za kobietami. Była to również ostatnia animowana produkcja, nad którą intensywnie pracował Walt Disney, który w późniejszej karierze filmowej skupiał się bardziej na filmach aktorskich, zaś animacje traktował po macoszemu. 

## Fabuła

### The Cold-Blooded Penguin
Kaczor Donald obchodzi swoje urodziny i otrzymuje prezenty od swych przyjaciół z Ameryki Łacińskiej. Pierwszy pakunek zawiera projektor filmowy z filmem dokumentalnym Aves Raras opowiadający o ptakach. W nim ekspert, profesor Holloway opowiada o żyjącym na Biegunie Południowym pingwinie Pablo. Odróżnia od innych pingwinów tym, że jest bardzo ciepłolubny i chciałby spędzić resztę życia w tropikach.
Metodą prób i błędów w końcu wydostaje się z Bieguna Południowego unikając zimna i kieruje się wzdłuż zachodniego wybrzeża Ameryki Południowej poznając okazjonalnie krajobrazy jej krajów. Gdy dociera do wysp Galápagos jego lodowa łódź roztapia się od gorącego słońca. Ostaje się tylko wanna i na niej Pablo dociera do małej wysepki. Pablo jest szczęśliwy żyjąc na Galápagos, chociaż czasem tęskno mu do Bieguna Południowego.
W dalszej części Aves Raras Donald poznaje ptaki żyjące w Amazonii, szczególnie zwariowanego Ptaka Aracuana, który potrafi być wszędzie, nawet poza filmem. Narrator mówi, że ostatnia część filmu opowiada o innym niezwykłym ptaku.

### The Flying Gauchito
W Urugwaju pewien gaucho opowiada o tym, jak będąc małym chłopcem, udał się w góry, by zapolować na kondory. Ze zdziwieniem odkrywa on skrzydlatego osła i decyduje się go pochwycić, by zbić na nim majątek. Za pomocą podstępu w końcu łapie osła dając mu imię Burrito. Trenuje go do festiwalowego wyścigu konnego, na którym oferuje się nagrodę wysokości tysiąca pesos. Początkowo mały gaucho i Burrito wzbudzają uśmiech politowania, ale dzięki lotu osła wygrywają wyścig. Nagroda przepada, gdyż Burrito ujawnia swe skrzydła i odlatuje w nieznane.

### Baía
- Na podst. piosenek Na Baixa do Sapateiro(inne języki) i Os Quindins de Iaiá Ary’ego Barroso

W kolejnym prezencie Donalda znajduje się jego przyjaciel z Brazylii – José Carioca z rozkładaną książką. Pojawia się też Aracuan kradnący cygaro José ku jego irytacji. Po ochłonięciu José opowiada Donaldowi o brazylijskim stanie Bahia. Oboje udają się do Bahii pociągiem i mimo trudności powodowanych przez Aracuana docierają tam. W oko wpada im piękna Yayá sprzedająca ciasteczka, jednak ta nie zwraca uwagi na ich zaloty. Przybywa grupa malandro i wszyscy biorą udział w dzikiej imprezie. 

### Las Posadas
Ostatni prezent pochodzi z Meksyku. Z jego środka wyskakuje meksykański kogut Panchito Pistoles. Wita gorąco Donalda i José i mianuje ich wraz ze sobą trzema caballeros. Jako swój prezent dla Donalda Panchito daje piñatę. Wyjaśnia, że w Meksyku piñata wręczana jest na 9 dni przed Bożym Narodzeniem. Wtedy meksykańskie dzieci gromadzą się przed lokalnym kościołem i odtwarzają procesję symbolizującą podróż Marii Panny i św. Józefa z Nazaretu do Betlejem. Chodzą po domach prosząc o posada, czyli azyl i gdy na taki trafiają, odbywa przyjęcie, czego zakończeniem jest rozbicie piñaty zawierającej upominki w środku. Po wysłuchaniu Donald rozbija swą piñatę, z której wylatują meksykańskie akcesoria.

### Mexico: Pátzcuaro, Veracruz and Acapulco
Panchito opowiada o symbolice herbu Meksyku i historii jego stolicy – Meksyku. Zabiera on Donalda i José na latającym sarape do Pátzcuaro nazywanego rajem dla rybaków i uczą się lokalnego tańca Jarabe Pateño. Następnym przystankiem jest Veracruz, gdzie poznają piosenkę Lilongo. Donald wykorzystuje okazję, by potańczyć z lokalną tancerką. Ostatnim miejscem jest Acapulco, zwane meksykańską Riwierą, jednak trzech caballeros bardziej interesują tutejsze kobiety. 

### You Belong to My Heart
Panchito pokazuje swym kompanom nocne życie Meksyku. Donald znowu pada urokiem kolejnej kobiety jaką jest meksykańska piosenkarka. Pod wpływem śpiewanej przez niej ballady miłosnej Donald tańczy po gwiazdach na niebie. Gwiazdy zmieniają w pocałunki wprawiające Donalda w euforię.

### Donald’s Surreal Reverie
Donald ma surrealistyczny zjazd, w którym na przemian pojawiają się piękne kobiety jak i jego kompani. Pojawia się w końcu u boku meksykańskiej tancerki w otoczeniu tańczących kwiatów. Sceneria zmienia się na kaktusy, co nieco komplikuje zaloty. Tancerka dyryguje kaktusami w takt piosenki Jesusita en Chihuahua. Obchody urodzin kończy zabawa w korridę, gdzie Donald odgrywa byka, a Panchito i José toreadorów. Kostium byka jest wypełniony fajerwerkami, które wybuchają. Za ich pośrednictwem trzej caballeros oglądają zakończenie swego filmu w trzech językach symbolizujących Meksyk, Brazylię i Stany Zjednoczone.

## Obsada
- Clarence Nash – Kaczor Donald (głos)
- José Oliviera – José Carioca (głos)
- Joaquin Garay – Panchito Pistoles (głos)
- Aurora Miranda – Yayá (Baía)
- Dora Luz – piosenkarka (You Belong to my Heart)
- Carmen Molina – tancerka (Donald’s Surreal Reverie)
- Frank Graham – Narrator (głos, The Cold-Blooded Penguin)
- Sterling Holloway – prof. Holloway (głos, The Cold-Blooded Penguin)
- Frank Shields – gaucho (głos, The Flying Gauchito)
- Almirante(inne języki) – ptak Aracuan (głos)
- Nestor Amaral(inne języki) –
  - śpiew (głos, Baía)
  - sprzedawca pomarańczy (Baía)
- Bando da Lua – malandros (Baía)
- Trío Ascensio del Rio – oni sami (Mexico: Pátzcuaro, Veracruz and Acapulco)
- Carlos Ramírez(inne języki) – śpiew (głos, Mexico: Pátzcuaro, Veracruz and Acapulco)
- Trío Calaveras – oni sami (Mexico: Pátzcuaro, Veracruz and Acapulco)
- Padua Hills Players – oni sami (Mexico: Pátzcuaro, Veracruz and Acapulco)

Materiał źródłowy: .

## Polska wersja

### Pierwsza wersjaThe Cold-Blooded Penguin(1997)
Opracowanie: Start International Polska
Reżyseria: Dobrosława Bałazy
Kierownictwo produkcji: Elżbieta Araszkiewicz
Wystąpili:
- Jarosław Boberek – Kaczor Donald
- Janusz Bukowski – prof. Holloway

Lektor: Tadeusz Borowski

### Druga wersjaThe Cold-Blooded Penguin(2016)
Opracowanie: SDI Media Polska 
Reżyseria: Marek Robaczewski
Dialogi: Barbara Robaczewska
Wystąpili:
- Jarosław Boberek – Kaczor Donald
- Wojciech Paszkowski – narrator
- Karol Wróblewski – prof. Holloway

Lektor: Artur Kaczmarski

## Produkcja

### Rozwój projektu
1941 rok okazał się płodnym czasem dla Walt Disney Productions. Powstało aż 18 krótkometrażówek, z czego większość występował w nich Kaczor Donald i także tam szły najlepsze pomysły animatorów. Także armia amerykańska nie wcielała męskich pracowników wytwórni, a samo przystąpienie Stanów Zjednoczonych do II wojny światowej nie było pewne. Wraz z japońskim atakiem na bazy floty i lotnictwa w Pearl Harbor w grudniu 1941 roku Stany Zjednoczone oficjalnie włączyły się do wojny i rozpoczęły działania wojenne na obszarze Pacyfiku, zaś siedzibę Walt Disney Productions wybrano jako pierwszy punkt oporu terenów Lockheed Aircraft przed ewentualnymi nalotami japońskimi. Współzałożyciel i szef wytwórni – Walt Disney, mimo że deklarował się jako patriota i od marca 1941 roku po nawiązaniu kontaktu z George’em W. Papenem, czołowym technologiem tworzącym samoloty wojskowe firmy Lockheed Aircraft, realizował dla nich filmy instruktażowe, nie był zadowolony z zajęcia siedziby studia przez wojsko i coraz większej ingerencji w pracę firmy. Czując się upokorzony twierdził, że władze nie odważyłyby się zająć gmachu Universal Pictures. Wkrótce napływały kolejne zamówienia od rządu i armii, co pomogło Walt Disney Productions przetrwać trudne lata, gdy rynek normalnych filmów fabularnych zupełnie się załamał. Z dużych projektów kontynuowany był jedynie Bambi . 
Na początku 1942 roku Disney, zachęcony sukcesem Dumbo (1941), planował kolejny pełnometrażowy film. Zainteresował się adaptacją niewydanej jeszcze powieści Gremlin Lore angielskiego pisarza Roalda Dahla służącego w Waszyngtonie jako porucznik Royal Air Force, opowiadającej o gremlinach – stworkach powodujących wadliwe działania samolotów. Pisarz Eric Knight, służący w Siłach Specjalnych US Army w stopniu majora, był obecny w studiu Disneya, gdy ten tworzył animowane wstawki dla Why We Fight Franka Capry i zasugerował Disneyowi stworzenie filmu jako aktorskiego z animowanymi postaciami gremlinów. W związku z komplikacjami powodowanych przez RAF, a także odkryciem badań o tym, że publiczność straciła zainteresowanie tematami wojennymi projekt został zarzucony następnego roku i ograniczono się do wydania powieści The Gremlins Dahla i komiksów wydanych na łamach magazynu komiksowego „Walt Disney’s Comics and Stories” #33–41 (1943–1944). Dahl wspominał, że materiał dla Disneya okazał się zbyt angielski: „Był w stu procentach amerykańskim chłopcem”.    
15 kwietnia 1942 roku Disney i jego zespół spotkali się z Earlem Bressmanem, dyrektorem sekcji agrokulturalnej w Biurze Koordynatora ds. Spraw Międzyamerykańskich nt. scenorysów do zleconych przez Biuro filmów instruktażowych wyświetlanych w krajach Ameryki Łacińskiej. Disney zwykle chciał rozwinięcia pomysłów, lecz ostatnie słowo należało do Bressmana. Wówczas Disney zdecydował utworzyć film rozrywkowy dziejący się w Ameryce Łacińskiej. Widząc sukces finansowy Saludos Amigos (1942), filmu ukazującego kraje Ameryki Południowej i powstałego na zlecenie rządu w ramach polityki Good Neighbor Policy, Disney zdecydował nakręcić kolejny film w podobnym tonie i uznał Meksyk za dobrego kandydata na kolejny latynoamerykański kraj reprezentowany w filmie.   

### Preprodukcja
Biuro Koordynatora ds. Spraw Międzyamerykańskich zorganizowało i opłaciło w grudniu 1942 roku trzytygodniową podróż do Meksyku. W skład ekspedycji wchodzili Disney, jego żona Lillian i dziesięciu pracowników. Wśród nich byli animator Eric Larson oraz ilustratorka Mary Blair. 9 grudnia ekspedycja Disneya po dotarciu Miasta Meksyk była gorąco witana przez miejscową ludność, funkcjonariuszy publicznych oraz osobistości medialnych. 11 grudnia jej członkowie pojawili się w teatrze Iris na pokazie Saludos Amigos, a podczas wydarzenia popularny spiker Alfonso Sordo Noriega przedstawił ich widzom wyjaśniając, że Disney przybył do Meksyku, aby nakręcić film mający pokazać światu „nasze najpiękniejsze tradycje”. Promowana przez meksykańskie media „disneymania” obejmowała także reedycję Dumbo w kinie Isabel, ekskluzywną ofertę krótkometrażowych filmów Disneya w kinach Avenida i Cinelandia oraz publikację komiksu z José Cariocą w roli głównej – bohaterem Saludos Amigos – jako dodatek niedzielnego wydania gazety „El Universal”.
12 grudnia filmowcy – ochrzczeni przez prasę mianem „ołówkowych legionistów” – pod przewodnictwem dyrektora Narodowej Rady Turystycznej Alejandro Buelny odwiedzili Bazylikę Matki Bożej z Guadalupe, gdzie odbywała się liturgia Najświętszej Maryi Panny z Guadalupe. Obchody święta mocno zaintrygowały Disneya, który stwierdził że „nigdy podczas wszystkich jego podróży nie widział takiego spektaklu”. Szczególnie zafascynowali go tancerze concheros, z którymi zaczął wspólnie tańczyć mimo bariery językowej. Następny dzień ekspedycja spędziła na przejażdżce łodzią trajineras po kanałach dzielnicy Xochimilco, robiąc dokumentację swoimi 16-milimetrowymi kamerami. Po południu Disney był widzem pierwszej w swoim życiu korridzie i nawet wyjął chusteczkę, żeby poprosić o ucho i ogon byka które przekazano matadorowi Davidowi Liceadze. 
Kiedy dziennikarz Juan Denegri spekulował, czy Disney odwiedzi inne meksykańskie miejscowości, ten spotkał się z sekretarzem spraw wewnętrznych Miguelem Alemánem Valdésem, aby porozmawiać odnośnie kwestii wykorzystania kreskówek w celach „edukacyjnych, zdrowotnych i turystycznych”. Filmowiec został przyjęty Pałacu Narodowym na specjalnej audiencji przez prezydenta Meksyku Manuela Ávilę Camacho. Jednym z tematów rozmów było polo, którego Disney i Ávila Camacho byli wielkimi miłośnikami. Amerykanin zaproponował prezydentowi, aby „wysłał swoją drużynę na wiosnę przyszłego roku” na mecz towarzyski z Meksykanami. Dzień później Disney przebrany za charro wraz z Lillian udał się na zorganizowane przez władze ujeżdżanie byków typu jaripeo na ranczu El Charro, na którym byli również aktorka Ann Sheridan i meksykańska aktorka Esther Fernández towarzysząca burmistrzowi Dallas Woodallowi Rodgersowi. Ostatnim punktem trasy były obchody 20 grudnia meksykańskiej bożonarodzeniowej tradycji Las Posadas na ranczu Artista. 
21 grudnia Walt Disney i jego towarzysze wyjechali z powrotem do Hollywood z setkami szkiców miejsc, 500 stóp nagranej taśmy filmowej i kolekcją muzyki meksykańskiej. Wedle gazety „Excélsior” Disney był „pod wielkim wrażeniem postępowej postawy wszystkich urzędników rządowych, których spotkaliśmy. Robią wiele dobrych rzeczy dla narodu meksykańskiego i wszyscy chcą jak najściślejszych stosunków między naszymi narodami”. W lutym 1943 roku meksykańska gazeta „Población” prezentowała artykuł „Walt Disney nos visita” zilustrowana obrazkiem ubranego jak Disneya siedzącego okrakiem na osiodłanym Kaczorze Donaldzie. Tytuł przygotowywanego filmu brzmiał Surprise Package. 
Głównym bohaterem uczyniono Kaczora Donalda, mimo że w wytwórni panowało powszechne przekonanie, iż postać nie udźwignie pełnometrażowego filmu. Podstawowym czynnikiem był fakt, że wysoka popularność Donalda zapewniała obecność widzów w kinach. Wówczas był popularniejszy od flagowej postaci Walt Disney Productions – Myszki Miki, z biegiem lat zmarginalizowanego w kreskówkach, i miał więcej poświęconych sobie krótkometrażówek. W kreskówkach takich jak Nitownica (1940) Donald z urwisa stawał się everymanem, z którym każdy mógł się zidentyfikować. Także kwacząca mowa Donalda stawała się coraz bardziej zrozumiała. W Pan Kaczor ma randkę (1940) stał się wygadany i elokwentny tak jak tylko kiedyś prawo miał jedynie Miki. Przejął też od niego psa Pluta i jego arcywrogiem stał się Czarny Piotruś, dotychczasowy nemezis Mikiego. Donald zwykle jest interpretowany jako ciemna strona Disneya, więc od początku budził ogromne zainteresowanie . Disney jako swój anonimowy animator – metoda, z której często korzystał w przeszłości, by wypowiedzieć się bez podpisu – o Donaldzie pisał tak:

„Miki ma dziś ograniczone pole manewru, ponieważ jego publiczna idealizacja zmieniła go w harcerzyka. Za każdym razem, gdy angażowaliśmy go w jakiś trik, atak szału, psikusa, tysiące osób przysyłało do nas gniewne listy. Dlatego tak łatwo przyszło nam stworzenie Kaczora Donalda. Był naszym wyjściem kłopotliwej sytuacji. Dzięki niemu mogliśmy wykorzystać wszystkie pomysły, których nie mogliśmy wypróbować na Mikim”.

Członkowie załogi Disneya odbyli jeszcze samodzielnie dwie podróże do Meksyku w 1943 roku. Druga z nich, odbyta w marcu, była pasmem problemów. Rezerwacje hotelowe nie zostały dotrzymane, próba sesji nagraniowej została opóźniona i utrudniona przez spór między związkiem muzyków radiowych a związkiem muzyków studyjnych, a prośby o surowe materiały filmowe opóźniały się z powodu postępowań administracyjnych. Z tego powodu dokumentacja dotycząca Meksyku pochodziła z różnych źródeł. W trakcie trzeciej podróży odbytej we wrześniu 1943 roku ekipa zapomniała się z ośmioma odcinkami serii filmów dokumentalnych FitzPatrick Traveltalks produkcji Jamesa A. Fitzpatricka poświęconymi różnym aspektom Meksyku.
Część pomysłów na segmenty wykorzystano jeszcze z czasów dokumentacji do Saludos Amigos w 1941 roku. Wówczas podczas pobytu w Brazylii animator James Bodrero usłyszał piosenkę Canto de Aracuã w wykonaniu brazylijskiego piosenkarza Almirante. Zakochany w piosence Bodrero chciał się dowiedzieć więcej o tytułowym aracuã, poszedł do National Library w Rio de Janeiro. Aracuã to była portugalska nazwa czakalaki północnej, jednak Bodrero uznał, że ptak nie jest zbytnio interesujący i zdecydował zaprojektować swoje wyobrażenie nt. ptaka inspirując się muzyką Canto de Aracuã. Swe pierwsze szkice ptaka były karykaturami zaprzyjaźnionego z nim Williama Cottrella i nazwał go Aracuanem. W kwietniu 1942 roku Aracuan miał wystąpić opracowanej przez Jacka Millera krótkometrażówce The Lady with the Red Pompom obok José Carioci i bezimiennego tukana, która została anulowana.
Wedle meksykańskich publikacji datowanych na wczesny rok 1943, Disney miał już w głowie pomysł na postać reprezentującą Meksyk – miał to być przechwalający się, perypatetyczny kogut. Za opracowanie koguta odpowiadał meksykański animator i pracownik działu scenariuszowego Ernesto Terrazas; postać nazwana została Panchito. Schemat kolorów nie mógł się kłócić z niebiesko-biało-żółtą kolorystyką Donalda i zielono-kremowo-cynobrową José, a także współgrać z tłami, wobec czego Panchito otrzymał żółte dziób i nogi, czerwone pióra, szary kapelusz i purpurowy ubiór.
Wojna spowodowała, że Disney myślał o filmach łączących żywą akcję z animacją, ponieważ, jak mówił po latach, wytwórnia nie miała na tyle artystów i animatorów, by stworzyć pełnoprawną animowaną pełnometrażówkę. Jako pierwszy został wybrany Surprise Package. Choć łączenie animacji z żywą akcją było znane Disneyowi, gdy ten tworzył Alice Comedies w latach 20., Surprise Package był pierwszym filmem, gdzie zastosowano tę technikę na szeroką skalę, a także w kolorze.

### Casting

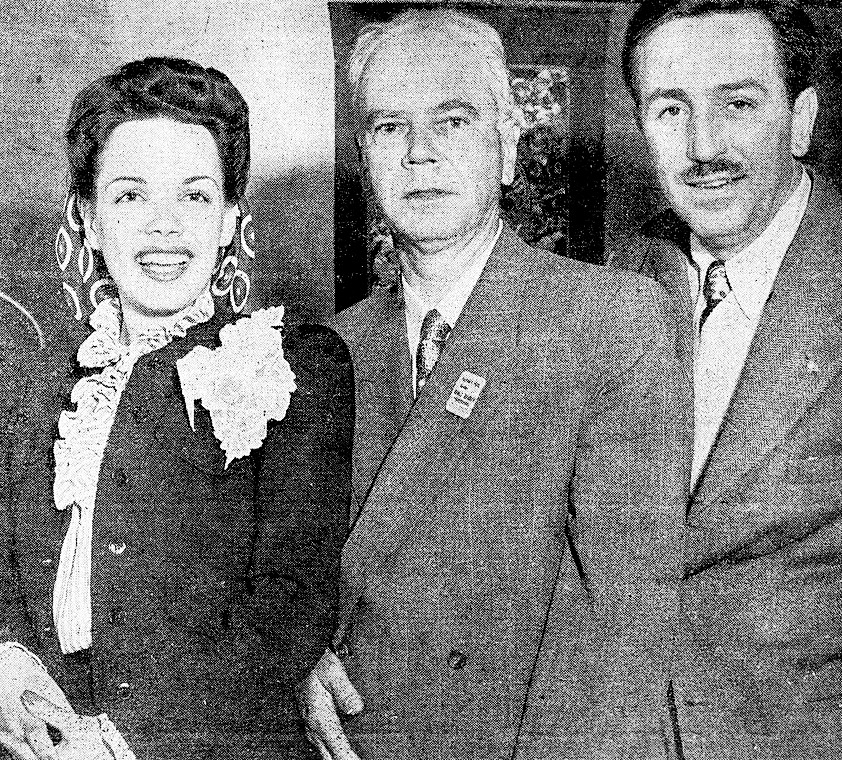
Aurora Miranda w towarzystwie Disneya i brazylijskiego korespondenta Belisário de Souzy (1944).

W związku z koncepcją łączenia filmu aktorskiego z animacją Disney myślał o odpowiednich aktorach. Jego pierwszym wyborem była brazylijska tancerka i piosenkarka Carmen Miranda, która była wówczas jedną z największych i wpływowych brazylijskich gwiazd w Stanach Zjednoczonych, mająca już występy wpierw na Broadway i potem w Hollywood. Jego pomysł polegał na połączeniu w krótkometrażówce zatytułowanej Blame it on the Samba Mirandy i specjalizującej w muzyce latynoskiej organistki Ethel Smith z dwiema animowanymi postaciami: Kaczorem Donaldem i José Cariocą.
Ale żeby zaangażować Mirandę, ta musiałaby zerwać wiążący z nią kontrakt 20th Century Fox, a jej wiceprezes i współzałożyciel Darryl F. Zanuck – wciąż reperujący finanse po czeku na 60 tys. dolarów, który wypisał na odebranie artystki od Lee Shuberta – nie zamierzał oddać swojej nowej gwiazdy konkurencji. Zrezygnowany Disney był gotów zrezygnować z Blame it on the Samba, ale Miranda zasugerowała mu swoją młodszą siostrę Aurorę i zapewniła Disneya, że uzyska zgodę Zanucka na zapewnienie mu „doradztwa technicznego” bez kredytu i wynagrodzenia w przypadku scen jej siostry. Zgodnie ze swą obietnicą Disney ujrzał występ Aurory Mirandy w Los Angeles i spodobało mu się to, co zobaczył.
Blame it on the Samba nigdy nie zostało nakręcone, ponieważ inżynierowie Disneya nie udoskonalili jeszcze aparatu technicznego umożliwiającego łączenie postaci animowanych i aktorów na żywo w tej samej scenie. Jednak sugestie Carmen dotyczące ubrań, dialogów i ruchów Aurory podczas dwóch dni zdjęciowych zostały przekształcone w scenorysy. 28 października 1942 roku Miranda wzięła udział w przesłuchaniu do brazylijskiego segmentu Surprise Package, gdzie z miejsca została zatrudniona. W role towarzyszących jej malandros wcieliła brazylijska grupa muzyczna Bando da Lua. Prócz Mirandy Disney zatrudnił dwie meksykańskie artystki – Carmen Molina i Dora Luz. Część meksykańskich wykonawców odwiedziło Kalifornię, aby wystąpić w scenach, które ostatecznie zostały wykorzystane w gotowym filmie. 
Role Donalda i José kontynuowali Clarence Nash i José Oliviera. Do roli Panchita zatrudniony był amerykańsko-meksykański artysta estradowy Joaquin Garay, grający występy w Metro-Goldwyn-Mayer. Garay, wówczas występujący w klubie nocnym „Copacabana” w San Francisco został wybrany spośród stu aktorów. Garay, mimo że był rodowitym Meksykaninem, prawie całe życie spędził w Stanach Zjednoczonych i przez to dla doświadczonego ucha jego akcent i wymowa nie brzmiały przekonująco meksykańsko. Jack Cutting, który jak w Saludos Amigos odpowiadał wersje obcojęzyczne na rynki zagraniczny, zauważył problem już w lutym 1944 roku, kiedy usłyszał najwcześniejsze nagrania: „Wykonanie piosenki przez Garaya jest doskonałe, ale nie przejmujcie się tym, jak potraktował narrację z »Las Posadas«. Wygląda na to, że za bardzo starał się uzyskać meksykański akcent. Wydaje się to sztuczne, a ton i tempo narracji odbiegają od obrazów i muzyki w sekwencji”. Cutting wobec tego zatrudnił meksykańskiego aktora Felipe’a Turicha jako trenera wokalnego dla Garaya. Jednak na potrzeby dubbingu w meksykańskiej odmianie hiszpańskiego Cutting zdecydował się użyć Turicha jako głosu Panchita, zaś Garaya wyłącznie do partii wokalnych. Głosu ptakowi Aracuanowi użyczył Almirante, którego piosenka zainspirowała do stworzenia postaci. Był to pierwszy film animowany wytwórni, w którym podano w liście płac aktorów głosowych, czego dotychczas Disney się wystrzegał uważając, że złamie to iluzję autentyczności animowanych postaci.

### Scenariusz i realizacja
Tak jak w przypadku w Saludos Amigos część segmentów pierwotnie była tworzona jako niezależnie od Surprise Package. Jednym z nich był Down Uruguay Way opracowywany wcześniej na przełomie października i listopada 1941 roku przez Williama Cottrella, opowiadający o pelikanie Percym i bekasie Sidneyu. W lutym 1942 roku został pomyślany jako segment do Surprise Package poświęcony Urugwajowi umieszczając akcję w La Plata, pelikan otrzymał imię Monte, a bekas Video na cześć Montevideo, stolicy Urugwaju. Za finalny scenariusz do Down Uruguay Way odpowiadał scenarzysta komiksowy Del Connell. Ostatecznie Down Uruguay Way nie włączono do gotowego filmu i wydano jako samodzielną kreskówkę pt. The Pelican and the Snipe mającą premierę 7 stycznia 1944 roku. Connell podczas stacjonowania w Panamie w służbie wojskowej, opracował historię o ciepłolubnym pingwinie Pablo. Pomysł przesłał do Disneya, który zatwierdził i uczynił panamskim segmentem Surprise Package. Connell wspominał, że otrzymał czek w wysokości i podziękowanie na arkuszu celuloidowym. Historyk J.B. Kaufman zauważa, że pomysł o pingwinie pojawił się jeszcze podczas 1941 roku, nim Disney pierwszy raz udał się do Ameryki Południowej i był opracowywany zaraz po powrocie Disneya do kraju.
Do filmu wykorzystano będący na ukończeniu The Flying Gauchito, pierwotnie pomyślany jako część Saludos Amigos zatytułowana The Remarkable Donkey, ale odrzucony ze względu na podobieństwa tematyczne do El Gaucho Goofy. Pomysłodawca, animator James Bodrero prawdopodobnie inspirował się zanikającą tradycją gauchos polowań na kondory, której był świadkiem w Argentynie. Larry Lansburgh opisał w swoim pamiętniku:

„O czwartej nad ranem gauchos zarżnęli dwie kalekie stare klacze i umieścili padliny u podnóży zbocza wzgórza. Jeśli dzień będzie pogodny, kondory zejdą z gór i dokonają wyczynu. Widzą z odległości mil (...). Ptaki te są ogromne. To największe latające ptaki na świecie. Rozpiętość skrzydeł jest większa od strusia i są w stanie unieść świeżo urodzone cielę (...) Gauchos chowali się w wąwozie, aż ptaki były syte, wtedy wykonali dziką szarżę z pałkami wielkości kijów do polo, lecz cięższymi, ścigając ptaki aż do zbocza wzgórza. Ptaki będąc pełnymi i zmuszonymi wznieć w górę tracąc wysokość ze zmęczenia. Następnie jeźdźcy uderzają je w szyję. Byliśmy bardzo podekscytowani polowaniem i oczywiście naszkicowaliśmy już gagi przedstawiające nas, jak kondory wyciągają nas z siodeł”.

Z filmu usunięto dwie sekwencje; Xochimilco będącą miłosną balladą osadzoną w ogrodach tytułowej dzielnicy oraz Paricutín o farmerze mającym pole uprawne przy tytułowym wulkanie, inspirowaną początkami jego formowania się. Nad usuniętym materiałem ubolewał reżyser Jack Kinney, jako że był niemal kompletny.
W maju 1942 roku James Bodrero pracował również przy sekwencji brazyliskiej pt. Carinhoso nawiązującej do utworu Pixinguinhy i João de Barro z 1937 roku o tym samym tytule. Miała być częścią sekwencji poświęconej Brazylii pt. łączącej animację z Aurorą Mirandą wykonującą piosenkę Os Quindins de Iaiá brazylijskiego kompozytora Ary’ego Barroso. Sekwencja została porzucona, kiedy goszczący studio Disneya brazylijski muzyk Aloysio de Oliveira zwrócił uwagę na fakt, że piosenka nie ma nic wspólnego z Bahią, której sceneria miała być podczas prezentacji utworu. Jako jej subtytut powstał Baía na podst. innego utworu muzycznego Barrosy – Na Baixa do Sapateiro (1938). Za tła do scen podróży pociągiem odpowiadała Mary Blair, a za animację pociągu Les Clark, by utrzymać w konsekwencji styl Blair.
Podczas swej pierwszej podróży do Meksyku Mary Blair była świadkiem obchodów Las Posadas. Trzy miesiące później Blair od razu rozpoczęła prace nad koncepcją Las Posadas, którą wkrótce włączono do filmu. Sekwencja stanowiła nieruchome ilustracje Blair i jedyną animacją był ruch płomieni świec trzymanych przez dzieci. Krótko po zakończeniu sekwencji 19 marca 1943 roku Blair udała się na jednomiesięczną podróż do Kuby z polecenia Disneya, który miał już w głowie trzeci po Saludos Amigos i Surprise Package film składankowy pt. Carnival, w którym miały znaleźć się sekwencje o Brazylii, Meksyku i Kubie.
Animacja w Surprise Package była bardziej eksperymentalna ze względu na ograniczony budżet i działania wojenne. Tła często opierano na motywach sztuki meksykańskiej i rdzennoamerykańskiej. Za animację Panchita odpowiadał Ward Kimball, z kolei Eric Larson animował Ptaka Aracuana. Podczas słuchania tytułowej piosenki Kimball uznał, żeby zdecydować się na „dosłowność optyczną”: „To, co słyszysz, jest tym, co widzisz. Kiedy mówią, że mają serapes – pojawiają się serapes. A kiedy postacie wychodziły z prawej strony, wchodziły z lewej strony; wychodziły z lewej strony i wchodziły od góry. To było optycznie abstrakcyjne”.
Łączenie akcji na żywo i animacji w kolorze było trudną operacją, ale Disney nalegał na rozwój i udoskonalanie tej techniki. Ken Anderson wspomina, że „Walt zawsze próbował wymyślić coś nowego, co naprawdę wprawiłoby go w osłupienie. Dlatego niecierpliwiły go wszelkiego rodzaju ograniczenia i ograniczenia techniczne. Chciał wolności robienia wszystkiego, co poprawi iluzję rzeczywistości”. Za udoskonalenie procesu łączenia animacji z wstawkami aktorskimi odpowiadał dyrektor działu technicznego studia Ub Iwerks. Podczas tworzenia sekwencji wpierw nagrano muzykę i piosenki, a następnie dopasowano do nich akcję rysunkową. Optycy zaprojektowali i opracowali specjalne soczewki kwarcowe, aby zapewnić maksymalne światło z projektora. Ekipa dźwiękowa ustawiła przezroczysty plastikowy ekran o wymiarach 14 na 20 stóp, umieściła projektor wyświetlający gotowy materiał animowany w odległości 50 stóp po jednej stronie, a kamerę w odległości 25 stóp po przeciwnej stronie. Aranżacja przewidywała występ żywego aktora na scenie przed wyświetlaną animacji oraz rejestrację kamerą Technicolor. Skomponowane sceny kręcono bez dźwięku i ruchy ust synchronizowano z nagranym wcześniej materiałem dźwiękowym. W paru miejscach dodawano w postprodukcji elementy animacji na pierwszy plan, na wybranych fotostatach. Sceny z Acapulco nagrano na parkingu Walt Disney Studios. Jak wspominał Jack Kinney: „Przynieśli piasek i rozłożyli go, ale padał deszcz i piasek był mokry. I było zimno; miało to miejsce w styczniu lub lutym i biedne dziewczęta miały wszędzie gęsią skórkę”.
Wkrótce film zmienił nazwę na The Three Caballeros ze względu na trzech bohaterów: Donalda, José i Panchita. Produkcja była prawie ukończona jesienią 1944 roku. Film miał kilka poważnych opóźnień w związku brakiem taśmy Technicolor, której większość przejął Departament Wojny Stanów Zjednoczonych.   

## Muzyka
Prócz brazylijskich muzyków do stworzenia muzyki zostali zatrudnieni meksykańscy kompozytorzy Agustín Lara i Manuel Esperón. W wydaniu reklamowym studia Lara, Esperón i Barroso byli opisani jako Jerome Kern, Cole Porter i Vincent Youmans z Ameryki Południowej. W samym filmie pojawiło się szesnaście piosenek. Niemal wszystkie piosenki i melodie powstały przed filmem bądź bazowały na istniejących już latynoamerykańskich utworach. Anglojęzyczne wersje do owych piosenek napisał Ray Gilbert, a melodie zostały przearanżowane przez Charlesa Wolcotta. Jedyną nową piosenką w filmie była Mexico w kompozycji Charlesa Wolcotta i z słowami napisanymi przez Raya Gilberta. Wykonawcą piosenki był kolumbijski piosenkarz Carlos Ramírez. Nie ma pewności co do pochodzenia zawartego, w scenie z pociągiem w segmencie Baía, utworu Pandeiro & Flute autorstwa Benedito Lacerdy, przearanżowanego w filmie przez Charlesa Wolcotta. W opinii archiwisty Walt Disney Archives Dave’a Smitha, został licencjonowany przez Walt Disney Productions mimo żadnych dowodów potwierdzających jego opinię. 
Tytułowa piosenka The Three Caballeros, bazowała swą melodię na meksykańskiej piosence ¡Ay Jalisco, no te rajes!, skomponowanej przez Manuela Esperóna i napisanej przez Ernesto Cortázara i wydanej w meksykańskim filmie pod tym samym tytułem z 1941 roku.   
Baía oparta była na brazylijskiej piosence Na Baixa do Sapateiro (1938) Ary’ego Barroso. Słowa Raya Gilberta do anglojęzycznej wersji nie były tłumaczeniem oryginalnych portugalskich tekstów Barroso i znacznie się od nich różnią, podobnie jak ton i tematyka. Jednak oba utwory łączy podobny motyw tęsknoty za przeszłością. Baía zaśpiewał brazylijski piosenkarz Nestor Amaral, który prócz wykonania piosenki zagrał sprzedawcę pomarańczy śpiewając  piosenkę Pregões Cariocas (1931/1936) autorstwa João de Barro w Os Quindins de Yayá.
Piosenkę Have You Been to Bahia? napisał Dorival Caymmi i opublikował ją w 1941 roku jako Você Já Foi À Bahia. Piosenka została przetłumaczona na angielski bez poważnych zmian, z wyjątkiem zmiany słowa „nega”, brazylijskie określenie na kobietę afrykańskiego pochodzenia, na „Donald”, do którego piosenka była adresowana w filmie. Część piosenki została pozostawiona w oryginale.
Os Quindins de Yayá była jednym z niektórych piosenek, które zostały zostawione w oryginalnym języku. Wykonująca utwór Aurora Miranda znajdowała się w Walt Disney Studios na osiemnaście miesięcy, codziennie musząc chodzić do studia.
You Belong to My Heart oparto na melodii meksykańskiej piosenki Solamente una vez Agustína Lary.  
Ze względu na trudności finansowe studia w latach czterdziestych XX wieku prawa muzyczne do Trzech Caballeros przekazano Ralphowi Peerowi i firmie Southern Music and Peer International. Równocześnie powstała hiszpańska i brazylijska wersja piosenek, tworzona na rynek latynoamerykański. Wariant tych piosenek doczekał się wydania albumowego w 1975 roku przez hiszpańskie wydawnictwo muzyczne Hispavox. W 1976 roku album ten został wydany w Stanach Zjednoczonych w ramach serii „Discos Disneylandia”. W 1944 roku Decca wypuściła płyta gramofonową z wybranymi piosenkami, gdzie wokal do części z nich wykonywał Charles Wolcott. Zapisy te nie zostały udostępnione na płytach LP ani singlach. W 1958 roku Disneyland Records wydało płytę drugogrającą Saludos Amigos: Disney’s Songs from South of the Border na której znalazła się muzyka z Trzech Caballeros i Saludos Amigos z kilkoma fragmentami ścieżki dźwiękowej, ale głównie w nowej wersji nagranej w studiach w Ameryce Południowej. Album został udostępniony w iTunes.
| The Three Caballeros: Music From The Walt Disney Production – 1945 | The Three Caballeros: Music From The Walt Disney Production – 1945 | The Three Caballeros: Music From The Walt Disney Production – 1945 | The Three Caballeros: Music From The Walt Disney Production – 1945 | The Three Caballeros: Music From The Walt Disney Production – 1945 | The Three Caballeros: Music From The Walt Disney Production – 1945 |
| Nr                                                                 | Tytuł utworu                                                       | Autorzy                                                            | Tekst                                                              | Muzyka                                                             | Długość                                                            |
| ------------------------------------------------------------------ | ------------------------------------------------------------------ | ------------------------------------------------------------------ | ------------------------------------------------------------------ | ------------------------------------------------------------------ | ------------------------------------------------------------------ |
| 1.                                                                 | „The Three Caballeros”                                             | Charles Wolcott                                                    | Ray Gilbert                                                        | Manuel Esperón                                                     | 1:26                                                               |
| 2.                                                                 | „Jesusita (En Chihuahua)”                                          | Charles Wolcott                                                    |                                                                    | Edward H. Plumb                                                    | 2:55                                                               |
| 3.                                                                 | „Baía”                                                             | Nestor Amaral                                                      | Ray Gilbert                                                        | Ary Barroso                                                        | 3:25                                                               |
| 4.                                                                 | „Os Quindins de Yayá”                                              | Aurora Miranda                                                     | Ray Gilbert                                                        | Ary Barroso                                                        | 6:45                                                               |
| 5.                                                                 | „You Belong To My Heart”                                           | Dora Luz                                                           | Ray Gilbert                                                        | Agustín Lara                                                       | 2:35                                                               |
| 6.                                                                 | „Mexico”                                                           | Carlos Ramírez                                                     | Ray Gilbert                                                        | Charles Wolcott                                                    | 2:40                                                               |
|                                                                    |                                                                    |                                                                    |                                                                    |                                                                    | 19:46                                                              |

| Saludos Amigos: Disney’s Songs from South of the Border – 1958 | Saludos Amigos: Disney’s Songs from South of the Border – 1958 | Saludos Amigos: Disney’s Songs from South of the Border – 1958 | Saludos Amigos: Disney’s Songs from South of the Border – 1958 |
| Nr                                                             | Tytuł utworu                                                   | Autorzy                                                        | Długość                                                        |
| -------------------------------------------------------------- | -------------------------------------------------------------- | -------------------------------------------------------------- | -------------------------------------------------------------- |
| 1.                                                             | „Saludos Amigos”                                               | Studio Chorus                                                  | 1:44                                                           |
| 2.                                                             | „Baia”                                                         | Studio Chorus                                                  | 2:25                                                           |
| 3.                                                             | „Tico Tico”                                                    | Zequinha de Abreu                                              | 1:37                                                           |
| 4.                                                             | „Lake Titicaca (Llama serenade-Inca Princess)”                 | Charles Wolcott                                                | 3:19                                                           |
| 5.                                                             | „Brazil (Aquarela do Brasil)”                                  | Studio Chorus                                                  | 3:19                                                           |
| 6.                                                             | „Argentine Theme”                                              | Studio Chorus                                                  | 2:35                                                           |
| 7.                                                             | „The Three Caballeros”                                         | Studio Chorus                                                  | 2:27                                                           |
| 8.                                                             | „Angel May Care (Os Quindins de Yayá)”                         | Andrés Chazarreta-Edward H. Plumb                              | 2:33                                                           |
| 9.                                                             | „Blame It on the Samba (Apanhei-Te-Cavaquinho)”                | Ernesto Nazareth                                               | 1:52                                                           |
| 10.                                                            | „Jesusita en Chihuahua”                                        | Quirino Mendoza y Cortés                                       | 2:29                                                           |
| 11.                                                            | „Have You Ever Been to Baia”                                   | Studio Chorus                                                  | 1:58                                                           |
| 12.                                                            | „You Belong to My Heart (Solamente una vez)”                   | Dora Luz                                                       | 2:55                                                           |
|                                                                |                                                                |                                                                | 29:13                                                          |

| Música y Canciones De La Película Los Tres Caballeros – 1975 | Música y Canciones De La Película Los Tres Caballeros – 1975 | Música y Canciones De La Película Los Tres Caballeros – 1975 | Música y Canciones De La Película Los Tres Caballeros – 1975 | Música y Canciones De La Película Los Tres Caballeros – 1975 | Música y Canciones De La Película Los Tres Caballeros – 1975 |
| Nr                                                           | Tytuł utworu                                                 | Autorzy                                                      | Tekst                                                        | Muzyka                                                       | Długość                                                      |
| ------------------------------------------------------------ | ------------------------------------------------------------ | ------------------------------------------------------------ | ------------------------------------------------------------ | ------------------------------------------------------------ | ------------------------------------------------------------ |
| 1.                                                           | „Obertura - Los Tres Caballeros”                             | Joaquin Garay                                                | Ernesto Cortázar                                             | Manuel Esperón                                               | 1:14                                                         |
| 2.                                                           | „Lilongo / Zadunga /Jesusita (En Chihuahua)”                 | Los Tres Calaveras                                           | Felipe Gil, Quirino Mendoza y Cortés                         | Charles Wolcott, Felipe Gil                                  | 5:45                                                         |
| 3.                                                           | „Las Posadas”                                                |                                                              |                                                              |                                                              | 2:30                                                         |
| 4.                                                           | „Solamente Una Vez”                                          | Dora Luz                                                     | Agustín Lara                                                 | Agustín Lara                                                 | 2:30                                                         |
| 5.                                                           | „Mexico / Jarabe Pateño”                                     | Carlos Ramírez                                               | Edmundo Santos                                               | Charles Wolcott                                              | 5:15                                                         |
| 6.                                                           | „Baía”                                                       | Nestor Amaral                                                | Ary Barroso                                                  | Ary Barroso                                                  | 2:22                                                         |
| 7.                                                           | „Tico Tico / Brazil”                                         | Zequinha de Abreu                                            | Ervin Drake                                                  | Aloysio de Oliveira                                          | 4:50                                                         |
| 8.                                                           | „Os quindins de Yayá”                                        | Aurora Miranda                                               | Ary Barroso                                                  | Ary Barroso                                                  | 8:02                                                         |
|                                                              |                                                              |                                                              |                                                              |                                                              | 32:28                                                        |

## Promocja
Przed premierą Disney ufnie prorokował, że Trzej Caballeros odnowią złotą erę animacji. Jednocześnie uznał film za swój ostatni film animowany, gdy rok przed premierą zaczął się wycofywać z produkcji animacji na rzecz filmów aktorskich rozpoczynając produkcję Pieśni Południa (1946).
W sierpniu 1943 roku Disney i Nash udali się do Meksyku, gdzie Disney wraz z Francisem Alstockiem, Louisem B. Mayerem i Jamesem A. Fitzpatrickiem miał otrzymać Order Orła Azteckiego. Była to druga wizyta filmowca w Meksyku. W drodze na dół z samolotu Disney wykrzyknął pełen entuzjazmu: „Saludos, amigos!” i po raz kolejny został przyjęty na lotnisku przez Alejandro Buelnę i „jego eskortę mariachi”, a na jego drodze spadały czerwone goździki niesione przez „karawanę ładnych dziewcząt w panamerykańskich mundurach”. Podczas ceremonii odznaczenia w teatrze Metropolitan sekretarz spraw zagranicznych Ezequiel Padilla Peñaloza oświadczył, że Disney „oddał swoje niezwykłe zdolności oraz olśniewającą i owocną pracę na rzecz zjednoczenia narodów Ameryki. Polityce dobrego sąsiedztwa odpowiada kinematografia dobrego sąsiedztwa”. Z kolei Buelna powiedział, że Disney „dokonał cudu, całkowicie zmieniając przed światem fałszywą koncepcję zrujnowanego Meksyku, ze wszystkimi wadami i bez cnót. Należało położyć kres Meksykowi cuchnącemu prochem lub brzmiącym jak fałszywa waluta, pokazać duszę narodową, jej zwyczaje i cnoty narodu, który stara się wznieść ponad miejsce, w którym został umieszczony”.
Podczas tego wydarzenia odbyła się wymiana flag pomiędzy artystami meksykańskimi i amerykańskimi, w której uczestniczyli m.in. Hedy Lamarr, Walter Pidgeon, Clarence Nash, Esther Fernández, Gloria Marín i David Silva. Na zakończenie orkiestra policyjna miasta Meksyk zaśpiewała hymny obu krajów, które zostały odśpiewane na stojąco przez „pełną szacunku publiczność, która wypełniła pięć tysięcy miejsc w pięknym teatrze”.
Gdy film był w fazie produkcji w sierpniu 1943 roku na łamach 35. numeru „Walt Disney’s Comics and Stories” opublikowano opowiadanie La Piñata nawiązujące do Las Posadas, którym Panchito – wówczas nazywający się Pancho the Charro – pierwszy raz się pojawił w jakimkolwiek medium. Jeszcze przed premierą filmu Panchito oficjalnie zadebiutował w komiksie o tym samym tytule z udziałem Kwarelli Dziobak w „Walt Disney’s Comics and Stories” #38 (listopad 1943). W latach 1944–1945 Panchito był głównym bohaterem paska komiksowego Silly Symphonies autorstwa Billa Walsha i Paula Murry’ego. Występował w nim jako wędrujący vaquero w towarzystwie rumaka Señora Martineza, zaś akcja działa się w Meksyku. W kwietniu 1945 roku opublikowano komiksową adaptację o tym samym tytule autorstwa Walta Kelly’ego jako 71. numer magazynu komiksowego „Four Color Comics”.
Panchito w samym filmie był pozbawiony nazwiska, a także nigdy nie pada jego imię poza napisami początkowymi. Jego nazwisko – „Pistoles” pojawiło się w kilku materiałach autoryzowanych przez Disneya w latach 40. XX wieku, w tym gościnnym występie caballeros w audycji radiowej Command Performance. Nazwisko to zostało spopularyzowane przez scenarzystę i rysownika komiksowego Dona Rosę po jego komiksie Powrót trzech caballeros (2000), choć sam autor zarzekał że nie chciał, by jego osobiste interpretacje postrzegano jako oficjalną wersję.
W prasie podkreślano przełomowość połączenia animacji z żywą akcją. Virginia MacPherson z „St. Petersburg Times” zachwalała wysoki poziom techniczny i opisała trzech głównych bohaterów. Magazyn popularnonaukowy „Popular Science” zamieścił artykuł „How Disney Combines Living Actors with his Cartoon Characters” przedstawiający kulisy procesów technicznych animacji filmu.

## Wydanie
Światowa premiera odbyła się w 21 grudnia 1944 roku w Mieście Meksyk w stołecznym kinoteatrze Alameda. Choć tutejsza prasa zapowiadała trzecią wizytę Disneya w Meksyku na premierę, ten nie przyjechał. Reprezentował go jego starszy brat i wiceprezes Walt Disney Productions – Roy Disney. Podczas kampanii premierowej prasa podkreślała, że Meksyk ma ogromny dług za film „poświęcony ludziom, którzy zdecydowali się uścisnąć dłonie i przyjąć jedną ideę: ostateczne zwycięstwo”. Gazeta „Novedades” nazwała Disneya „malarzem kinematograficznym naszego Meksyku, tradycyjnego i narodowego”, a film „osiąga doskonałość siódmej sztuki: Trzej Caballeros to nie film rysunkowy, to Ameryka Łacińska na ekranie (...) Kaczor Donald rozbijający piñatę to piękny i ekscytujący hołd złożony Meksykowi (...) Cały Meksyk powinien znać już słynnego Pancho Pistolasa, [który] uczy swoich przyjaciół rzeczywistości prawdziwego Meksyku, Meksyku pełnego światła, koloru i radości”.
Na premierze pojawili się znane osobistości ze świata kultury i polityki, m.in. sekretarz zasobów wewnętrznych Miguel Alemán Valdés, biznesmen i właściciel Alameda Emilio Azcárraga Vidaurreta, producent filmowy Santiago Reachi, Carmen Molina, Agustín Lara, Esther Fernández oraz aktorzy Max Gómez, Lilia Michel, Rafael Baledón i Roberto Cantú. Prezydenta Ávilę Camacho reprezentował Ezequiel Padilla Peñaloza. Na antresoli teatru odbyła się wystawa i wyprzedaż figurek popularnych postaci Walt Disney Productions. Na scenie wystąpili duet Germán Valdés i Marcelo Chávez, a następnie Dora Luz z orkiestrą pod batutą Everetta Hoaglanda. Mistrzem ceremonii był spiker radiowy Pedro De Lille, gwiazda XEW-AM.
Amerykańska premiera odbyła się 3 lutego 1945 w nowojorskim Radio City Hall. G.S. Eysell, menedżer teatru i dawny szkolny znajomy Roya Disneya z Kansas City, odrzucił film jako atrakcję swego teatru. Napisał do Nelsona Rockefellera w liście z 29 listopada 1944, że Trzej Caballeros ze wszystkich filmów Disney są najmniej zachęcający: „Wydaje mi się, że oprócz braku fabuły i ciągłości, jest on hałaśliwą nudą. Nawet gdy staje się animowanym przewodnikiem podróżniczym, nie trafiał w sedno, ponieważ otrzymujemy tylko zagmatwany i pobieżny obraz Ameryki Łacińskiej”. Nie był on pod wrażeniem technikaliów filmowych, odrzucając je jako „nieciekawe demonstracje technicznej wirtuozerii”.
W Polsce dotychczas miał premierę jedynie segment The Cold-Blooded Penguin w ramach emisji telewizyjnej Myszki Miki i przyjaciół (1994–1995) na TVP1, a cały film miał premierę 14 czerwca 2022 roku na serwisie strumieniowym Disney+ w związku z pojawieniem się platformy w krajach Europy Środkowej.  

### Wznowienia
Film pojawił się jako odcinek programu telewizyjnego Walt Disney’s Disneyland  jako „A Present for Donald” 22 grudnia 1954 roku. The Flying Gauchito został wydany jako samodzielna kreskówka 22 lipca 1955 roku. Film w skróconej wersji był wznowiony w kinach w 27 sierpnia 1976, w podwójnym seansie z Treasure of Matecumbe (1976), w ramach bloku kinowego Walt Disney Summer Film Festival. W tej samej formie 1977 roku był ponownie wyświetlany jako średniometrażowy dodatek przed wznowionym Never a Dull Moment (1968).

### Rynek kina domowego
Pierwsze wydanie domowe filmu wydano w 1982 roku na VHS i Betamax. W 1995 roku został wspólnie z Saludos Amigos na Laserdisc w serii „Exclusive Archive Collection”. Później Trzech Caballeros wydano na DVD kolejno w 2000, 2002 i 2008 roku. 30 stycznia 2018 roku został wydany na Blu-ray jako część Saludos Amigos and The Three Caballeros 75th Anniversary Edition 2-Movie Collection.

## Odbiór

### Recenzje
Trzej Caballeros otrzymali negatywne recenzje za słabą treść, wulgarny styl i brak uroku. Wielu widzów i krytyków uskarżało się na erotyzm w filmie, uważając flirty i tańce Donalda z realistycznie przedstawioną latynoską kobietą za nieprzyzwoite i niedopuszczalne w rodzinnej rozrywce. „The New York Times” określił film jako „mieszankę bezguścia, dziwnego mistycyzmu i autentycznej fantazji gwarantującą wprawienie w zdumienie każdego krytyka nieurzeczonego beznadziejnie nazwiskiem Disneya” i stwierdził, że romans animowanej postaci z aktorką może zaniepokoić „ludzi mniej wrażliwych niż urząd Haysa”, a „sekwencja z Kaczorem, młodą damą i długą aleją rysunków kaktusów zostałaby najprawdopodobniej uznana za sugestywną w mniej niewinnym filmie”. „Los Angeles Times” ostrzegał, że jeśli Disney „nie powróci szybko do swych oryginalnych standardów piękna i inspiracji, Legion Przyzwoitości może zastanowić się nad zagraniem drwala i sięgnąć po siekierę”. W Meksyku film spotkał się z przychylniejszym przyjęciem, choć nie brakowało krytycznych opinii. Salvador Novo nie był zadowolony z turystycznego i stereotypowego wizerunku jego kraju, jaki film przedstawiał. Tamtejsi krytycy kulturowi często argumentowali, że północnoamerykańskie kreskówki wywarły o wiele zdrowszy wpływ na meksykańskie dzieci niż krajowe produkcje kulturalne. Filmy Saludos Amigos i Trzej Caballeros przyczyniły się do zrozumienia przez dzieci piękna i norm płciowych.
Po finansowej klapie i krótkim okresie wyświetlania w Stanach Zjednoczonych  Disney wycofał film z ogólnej dystrybucji. Chociaż nie skomentował tego publicznie, przed Royem wyznał, że krytyka filmu miała podłoże bardziej polityczne niż artystyczne i liberalne media mszczą się za jego postawę podczas strajku jego animatorów w 1941 roku. Był zdania, że prawdziwe odczucia wobec Trzech Caballeros  odznacza zawsze sprzyjający mu magazyn „Look” dający pozytywną recenzję w artykule „Disney — Teacher of Tomorrow”, chwaląc jego bezinteresowny patriotyzm w czasie wojny: „Mówiąc symbolicznie, celuloidowy kaczor wyłonił się z drugiej wojny światowej w postaci największej potencjalnej siły edukacyjnej jakiej ten świat nigdy nie znał. Kaczor Donald pełni funkcję międzynarodowego języka rozwijającego się i doprowadzanego do perfekcji od 25 lat przez 43-letniego Walta Disneya”. Wkrótce po wydaniu „Look” Barbara Deming na łamach „The Partisan Review” dała recenzję negatywną pt. „The Artlessness of Walt Disney”, w której podsumowywała: „[Disney] poddaje się wreszcie swemu materiałowi i pozwala się kierować – podobnie jak Kaczor Donald po pociągnięciu za kokardę opasującą trzecią paczkę pozwala wciągnąć się w kalejdoskopową spiralę (...) Mamy przed sobą koszmarny obraz. Od tej chwili film staje się potworny (...) lubieżny, psychopatycznie chaotyczny, [i] bardzo trudny do oglądania. Cały ten film sięga po prostu wyżyn histerii”.
Po latach odbiór się polepszył. Serwis Rotten Tomatoes przyznał mu wynik 88%. Ward Kimball mile wspominał pracę nad filmem:  „Wszystko inne, co zrobiłem, krytykuję; mówię, że powinienem był zrobić to czy tamto, ale przy Trzech Caballeros świetnie się bawiłem. Kiedy to teraz widzisz, to coś w rodzaju starego kapelusza, postacie wychodzą po lewej stronie i wchodzą z prawej strony, bez żadnych połączeń, coś w rodzaju magicznej animacji”.
Don Rosa przyznał, że jest to jego ulubiony film Disneya:

„Jestem fanem Kaczora Donalda wyłącznie z powodu komiksów Carla Barksa. Nigdy szczególnie nie interesowały mnie slapstickowe kreskówki Disneya z tym bohaterem... W moim odczuciu była to zupełnie inna postać. Jednakże zawsze uważałem, że Disney jeden raz wykorzystał swojego Donalda we wspaniały sposób: w filmie Trzej Caballeros z 1945 roku. Interakcje Donalda z dwoma pozostałymi bohaterami, José Cariocą i Panchitem, wydawały mi się cudowne, a akcja i muzyka robiły w tym filmie doskonałe wrażenie! W istocie piosenka The Three Caballeros w wykonaniu wspomnianego trio to jeden z moich ulubionych musicalowych kawałków w całej historii kina”!

Historyczka specjalizująca się w historii Meksyku Eileen Ford zauważa, że Trzej Caballeros i Saludos Amigos przedstawiały dość ogólny obraz Latynosów i to z perspektywy amerykańskiej oraz zachęcały meksykańskie dzieci do identyfikowania się ze swoimi amerykańskimi odpowiednikami i ich obyczajami kulturowymi. Jak Saludos Amigos wykorzystuje Stany Zjednoczone jako punkt odniesienia, względem którego można mierzyć kraje Ameryki Łacińskiej i ukazywał ich różnorodność na przykładzie segmentów El Gaucho Goofy i Pedro, tak Trzej Caballeros przedstawił Meksykanom ich historię i kulturę przez pryzmat północnoamerykańskiego animatora w „alegorii kolonializmu Pierwszego Świata par excellence”. 
Kubański badacz kultury latynoskiej José Piedra stwierdził, że Trzej Caballeros stanowili dla kubańskich dzieci okno na świat: „Przed monopolem telewizyjnym filmy były kluczowym sposobem na zdobycie międzynarodowego sumienia, a dla mnie i, jak sądzę, wielu innych małomiasteczkowych dzieci, ulubionym medium i modelem oceny pozycji danej kultury w porządku świata (...) Przypisuję własną inicjację w amerykańskie życie i historię świata, od kubańskiego dzieciństwa w małym miasteczku, właśnie po taką amerykańską strategię marketingową i, jak na ironię, po obejrzenie filmu Trzech Caballeros i świadome nucenie najlepiej sprzedającej się piosenki »We’re Three Caballeros«”. 

### Analizy i interpretacje
| „Kaczor Donald narodził się w 1934 roku, by przemówić głosem, który zainteresował mnie kilka lat wcześniej… Był postacią, której nie byliśmy w stanie powstrzymać… jego napady wściekłości, jego bezradnośc wobec przeciwności losu, jego protest przeciwko niesprawiedliwości, to jak ją widział.”– Walt Disney |

Dziennikarz Marc Eliot określił film jako najbardziej „niepokojący z tych, jaki dotychczas Disney pokazał na ekranie”. Był zdania, że patologia Trzech Caballeros wyraźnie odzwierciedlała jedynie żywą reprezentację rozwścieczonej podświadomości Disneya, gdyż podczas jego produkcji J. Edgar Hoover karmił go ciągłymi informacjami dotyczącymi prawdopodobnego hiszpańskiego pochodzenia. W okresie gdy badano prawdziwe fakty jego narodzin, Disney „urodził” Kaczora Donalda jako swego drugiego syna po Myszce Miki. Uważał, że Donald wraz z Mikim są najważniejszymi potomkami Disneya, nad którymi posiadał absolutną wyłączną kontrolę i które służyły mu do przedstawiania własnej skłóconej osobowości – Miki jako superego, a Donald jako id. Według Eliota tymczasowa nieobecność Myszki Miki w kinach nie miała nic wspólnego twierdzeniami Disneya, że postać przestała być popularna, a sygnalizowała załamanie się jego równowagi emocjonalnej. Wyrażała się ona w nieokiełznanej postaci Donalda. Jego pożądanie kobiet w filmie było metaforycznym połączeniem się psychiki Disneya z jego światem rysunkowym, w którym Donald uzewnętrznia skrywane emocje Disneya, a hiszpańskie kobiety jego dławione pragnienia seksualne.

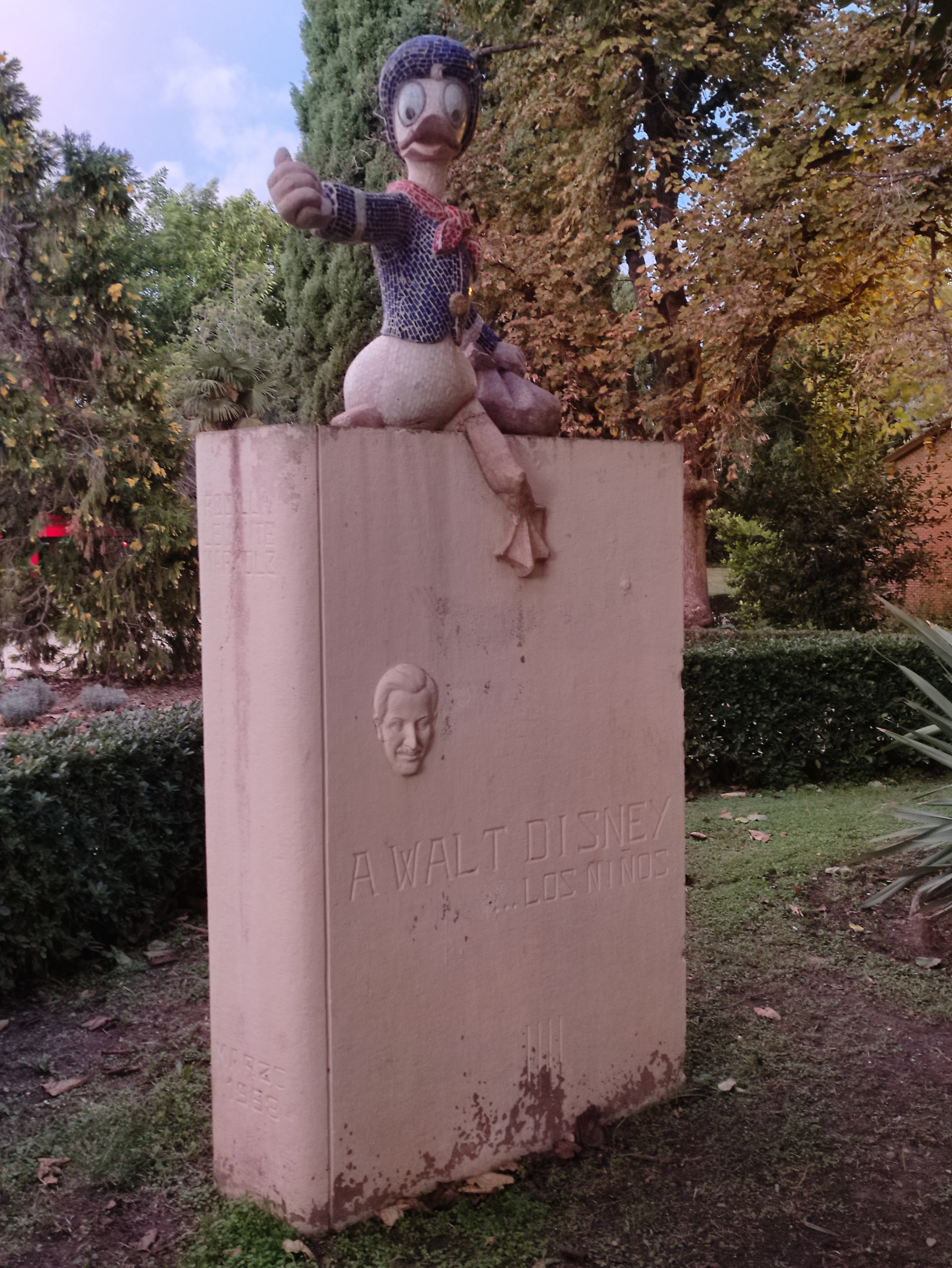
Wspólny pomnik Walta Disneya i Kaczora Donalda w Walencji (2021)

Badaczka literatury Julianne Burton-Carvajal określiła segmenty The Cold-Blooded Penguin i The Flying Gauchito jako alegorię kolonializmu – Pablo pod dotarciu na „wyspę swych marzeń” ma usługującego mu rdzennego żółwia. Z kolei mały gaucho niewoli Burrita z natychmiastową myślą o zarabianiu na nim. Aspekt ten dotyczy również głównej części filmu. W opinii Burton-Carvajal zaprezentowana Ameryka Łacińska, ukazana jako nieokiełznana obca kraina niczym Animkowo z Kto wrobił królika Rogera? (1988), z czasem przechodzi do „krajobrazu ciała” w postaci Latynosek wyzwalających libido Donalda i Walta Disneya. Niemożność zdobycia kobiet przez Donalda uosabia jego symboliczną impotencję. Na tym polu lepiej wypadają jego kompani wyposażeni w falliczne atrybuty – José z cygarem i parasolem oraz Panchito uzbrojony w dwa pistolety i będący kogutem – zwierzęciem symbolizującym męską sprawność seksualną. Falliczna niewydolność Donalda objawia się szczególnie w Donald’s Surreal Reverie , gdy dominuje go pewna siebie Carmen Molina w męskim stroju i kaktusy. Burton-Carvajal uważa, że to celowy zabieg twórców pragnących rozwiać potencjalne obawy, że „ta sąsiedzka obecność Ameryki Północnej” będzie zbyt potężna i przytłaczająca.
Filmoznawca Robin Allan interpretował „szaloną dezorientację” Trzech Caballeros jako odzwierciedlenie ówczesnej niepewności w Walt Disney Productions: „Film wyczerpuje bombardowaniem kolorem i dźwiękiem – ograniczoną animacją w sekwencji meksykańskiej, obsesją seksualną w połączonych sekcjach aktorskich i animowanych, obrazoburczymi i surrealistycznymi obrazami, bezczelnym pastiszem musicali Busby’ego Berkeleya, troską o informowanie i edukowaniem, wszystko to pokazuje, jak zdecydowanie studio poszukiwało zmian”.
Pisarz i historyk Douglas Brode dostrzega, że Trzej Caballeros, poprzez angaż Mirandy, Luz i Moliny będącymi utalentowanymi artystkami, to jeden z pierwszych amerykańskich filmów zrywających z wizerunkiem latynoskiej kobiety jako płaskiego obiektu seksualnego. Z kolei to Donald, jako parodia białego amerykańskiego mężczyzny, jest obiektem żartów i to kobiety decydują, kiedy odwzajemnią jego uczucia. Brode zauważa, że Disney w przeciwieństwie do rządu amerykańskiego, po zakończeniu Good Neighbor Policy nie przestawał pokazywać Latynosów z szacunkiem, czego dowodem są późniejsze produkcje telewizyjne Davy Crockett (1954–1955) i Zorro (1957–1961).
Językoznawczyni specjalizująca w języku hiszpańskim Karen S. Goldman stwierdziła, że tak jak w Saludos Amigos Latynosi są wyidealizowani i pozytywnie ukazani, jednak zauważyła parę negatywnych stereotypów – jak zaloty Donalda odzwierciedlające koncepcję macho jednoznaczną z latynoską kulturą oraz ukazanie Panchita, mimo bycia charro, jako uzbrojonego w pistolety bandito, którego wizerunek był znany amerykańskiej widowni w hollywoodzkich filmach. Powołując się na opinie innych krytyków filmowych i kulturowych, dostrzega ugruntowanie się narracji o męskiej hegemonii Stanów Zjednoczonych wobec feministycznej Ameryki Łacińskiej.
Chilijski powieściopisarz Ariel Dorfman i belgijski socjolog Armand Mattelart w eseju Para leer al Pato Donald (1971) stwierdzili, że film prezentuje amerykańskie fantazje nt. tzw. Innych uosabianych przez zagraniczne narody i tym samym stanowi zagrożenie dla kulturowej autonomii krajów latynoskich. W ich analizie Trzej Caballeros i Saludos Amigos mimo dobrych chęci i autentyczności to skonstruowana zewnętrznie, wysoce skondensowana i niemal parodystyczna reprezentacja tożsamości narodowych Ameryki Łacińskiej dla odbiorców z tychże krajów. Oba filmy sytuują Latynoamerykanów jako egzotycznych Innych w kontraście do normatywnej kultury Stanów Zjednoczonych.
Kubańsko-polsko-amerykańska pedagożka Bernice Nuhfer-Halten stwierdza iż Saludos Amigos i Trzech Caballeros najlepiej rozumie się w kontekście II wojny światowej i latynoska kultura była prezentowana w nich tak jak ówczesna amerykańska widownia i twórcy ją sobie wyobrażali niż jaka jest naprawdę. Zwraca m.in. uwagę, że film nie odzwierciadla wieloetnicznego meksykańskiego społeczeństwa i bardziej upodabnia je na modłę amerykańską, a dokładnie tamtejszej widowni.
Antropolożka Ana M. Alonso określiła Panchita jako karykaturę i podaje go wraz Speedym Gonzalesem z Zwariowanych Melodii jako przykład „uroczego rasizmu”: „Zaprzeczanie rasizmowi jest najbardziej prawdopodobne, gdy karykatura jest »urocza«. Dzieci często uczy się rasizmu poprzez urocze karykatury i inne formy zabaw wizualnych i werbalnych. Chociaż niektóre z tych karykatur mogą nie zostać świadomie uznane przez grupę docelową za rasistowskie, inne, takie jak Frito Bandito, stają się przedmiotem trwałych kontrowersji”.

### Wynik finansowy
Po siedmiu tygodniach wyświetlania w Meksyku kasa kinoteatru Alameda zebrała ponad 670 tys. pesos, co stanowiło największą kwotę, jaką osiągnął jakikolwiek film w Meksyku do tego czasu. Podczas wznowienia z 1976 roku film zarobił 400 tys. dolarów.

### Nagrody i nominacje
| Nagroda                                   | Kategoria                   | Nominowani                                      | Wynik     | Źródło  |
| ----------------------------------------- | --------------------------- | ----------------------------------------------- | --------- | ------- |
| Nagroda Akademii Filmowej                 | Najlepsza muzyka w musicalu | Charles Wolcott, Edward H. Plumb, Paul J. Smith | Nominacja | [ 120 ] |
| Nagroda Akademii Filmowej                 | Najlepszy dźwięk            | C.O. Slyfield                                   | Nominacja | [ 120 ] |
| Międzynarodowy Festiwal Filmowy w Wenecji | Złoty Lew                   | Walt Disney                                     | Nominacja | [ 121 ] |

## Inne utwory

### Kontynuacje i remaki
Od 1943 roku planowany był trzeci „latynoski” film Carnival Cuban Carnival, poświęcony głównie Kubie w związku narzekaniami Kubańczyków na brak ich reprezentacji w filmach Walta Disneya. Reprezentantem Kuby miał być kogut bantam Miguelito Maracas. W związku z zakończeniem programu Good Neighbor Policy w 1946 roku projekt został anulowany i ostał się jedynie Blame It on the Samba, jeden z segmentów Kolorowych melodii (1948).
The Flying Gauchito miał doczekać się kontynuacji pt. The Laughing Gauchito, gdzie główny bohater miał zbić fortunę na swoim potężnym śmiechu zdolnym zbić szkło. Mimo nagranej już narracji Freda Shieldsa i zaawansowanej animacji będącej już fazie testów ołówkowych krótkometrażówka została anulowana. W 1995 roku jej zrekonstruowana wersja została umieszczona jako dodatek do wspólnego wydania Laserdisc Trzech Caballeros i Saludos Amigos.
W 1947 roku pojawiła się krótkometrażówka Clown of the Jungle z udziałem Kaczora Donalda, gdzie Ptak Aracuan jest tytułowym bohaterem i przeszkadza Donaldowi w fotografii przyrodniczej. Ptak Aracuan pojawił się potem w innych mediach związanych z Kaczorem Donaldem.
W 2018 miał premierę na serwisie VOD DisneyLife oparty na filmie serial animowany Legend of the Three Caballeros produkcji Disney Interactive, w którym tytułowi bohaterowie okazują się potomkami rycerzy, którzy ocalili świat przed złym lordem Felldrake’em i wspólnie z Xandrą, boginią przygód, muszą ponownie pokonać Felldrake’a i jego potomka barona Von Sheldgoose’a. Z kolei Ptak Aracuan jest dozorcą ich wspólnie odziedziczonej cabany.
Trzej Caballeros i ich piosenka później pojawili się w odcinku serialu animowanego Kacze opowieści (2017–2021), „The Town Where Everyone Was Nice!” (2018) będącym hołdem dla filmu i zawartych w nim prac Mary Blair. W odcinku „Challenge of the Senior Junior Woodchucks!” (2020) miał się pojawić Ptak Aracuan w wersji niezantropomorfizowanej, jednak zdecydowano że będzie Ćwierkającym Ptakiem Wiedzy, jako że odcinek tematycznie bardziej nawiązywał do Młodych Skautów.

### Parki rozrywki
Prace Mary Blair nad segmentem Las Posadas były główną wizualną inspiracją do toru wodnego typu Old Mill „It’s a Small World” prezentowanego na Wystawie Światowej w Nowym Jorku w 1964 roku, po czym dwa lata później na stałe przeniesionego do parku rozrywki Disneyland Resort w Anaheim.
W 2007 roku tor wodny typu dark boat ride „El Río del Tiempo” w parku tematycznym Epcot w Walt Disney World Resort został przerobiony i stematyzowany od nowa na „Gran Fiest Tour Starring The Three Caballeros”. W 2015 roku do atrakcji dodano na stałe animatroniczne figury Trzech Caballeros, oryginalnie powstałe na potrzeby audio-animatronicznego pokazu scenicznego „The Mickey Mouse Revue” prezentowanego w parkach tematycznych Walt Disney World Magic Kingdom w Walt Disney World Resort w latach 1971–1981 oraz Tokyo Disneyland w Tokyo Disney Resort w latach 1983–2009. Następnie figury były prezentowane w 2011 roku na wystawie Destination D: Walt Disney World 40th w hotelu Disney’s Contemporary Resort w Orlando.
Pablo i inne ptaki z Aves Raras są prezentowane w sklepie World of Disney w Downtown Disney w Disneyland Resort. Trzej Caballeros, Ptak Aracuan i piosenka Baía byli częścią parady Disneyland Mickey’s Soundsational Parade prezentowanej w latach 2011-2019 w parku tematycznym Disneyland Park w Disneyland Resort. W 2017 roku w parku rozrywki Disneyland Resort Paris Panchito i José wystąpili na sezonowym halloweenowym pokazie na żywo Goofy’s Skeletoons Street Party w parku tematycznym Disneyland Park oraz rok później w muzycznym show Max-LIVE: Gettin’ Goofy With it podczas eventu Disney FanDaze Inaugural Party w parku tematycznym Walt Disney Studios Park.

### Komiksy
Trzej caballeros wystąpili we włoskim komiksie L’inferno di Topolino (1949) parodiującym 1. część Boskiej komedii jako bywalcy w siódmym kręgu. Od lat 80. Panchito występuje regularnie w holenderskich komiksach w holenderskim magazynie komiksowym „Donald Duck Weekblad”. W niektórych brazylijskich komiksach z udziałem Kwakuni Ptak Aracuan występuje jako nastolatek imieniem Folião.
Film Trzej Caballeros doczekał się kontynuacji w komiksach Powrót trzech caballeros (2000) i Siedmiu Wspaniałych (minus 4) Caballeros! (2005) Dona Rosy wydanych w duńskim magazynie komiksowym „Anders And & Co.”, będąc nielicznymi komiksami Rosy opartymi na czymś, co z Kaczorem Donaldem zrobił Walt Disney i niepowiązanymi z niczym, co zrobił z postacią Carl Barks. W Powrocie trzech caballeros Rosa nawiązał do wydarzeń w filmie, gdy Donald z zażenowaniem i szczerym wstydem wspomina uganianie się za kobietami traktując to jako zdradę wobec Daisy.
Manga Donarudo onsen monogatari (2021) przedstawia Donalda, José i Panchita jako pracowników nowojorskiej firmy meblowej, którzy zostają służbowo wysłani ich do Japonii i mają się dowiedzieć jak najwięcej o japońskich zwyczajach, rozrywce, kulturze, jedzeniu i ubraniach.

## Dziedzictwo
Pod wpływem prac nad Trzema Caballeros Disney zdecydował stworzyć podobną antologię poświęconą tym razem północnoamerykańskiemu folklorowi. Projekt wyewoluował w Kolorowe melodie (1948). Sukces filmu w Meksyku spowodował jego popularność w tamtejszej kulturze do tego stopnia, że tygodnik „Juvese de Excélsior” zamieścił karykaturę polityczną przedstawiającą trzech prominentnych polityków tańczących i ubranych w kostiumy bohaterów. U schyłku II wojny światowej 201 Meksykański Dywizjon Myśliwski meksykańskich sił powietrznych wykorzystał Panchita jako swoją maskotkę. 42. Grupa Taktyczna USAF w latach 1943–1944 miała na stanie bombowiec North American B-25 Mitchell nazwany „Panchito” z namalowaną podobizną Panchita na dziobie. Podobnie nazwano i ozdobiono w 1946 roku myśliwiec J 26 Mustang z 3. Dywizji 16. Skrzydła Szwedzkich Sił Powietrznych. Dekorację namalował Sture Mattsson.
Po latach Trzej Caballeros zyskali miano kultowego i ze wszystkich tzw. składankowych filmów produkcji Walta Disneya zebrali największą liczbę fanów. Prócz Legend of Three Caballeros i Kaczych opowieści tytułowe trio pojawiło się w serialach animowanych Café Myszka (2001–2003), Myszka Miki (2013–2019), Myszka Miki: Zamieszani w przygody (2017–2021), Myszka Miki: Frajdomek (2021) i krótkometrażowym Było sobie studio (2023) świętującym stulecie The Walt Disney Company. Panchito wystąpił samodzielnie w odcinku serialu animowanego Butik Minnie (2011–2016), „Fiesta Follies” (2014). Z kolei Ptak Aracuan wystąpił w Produkcjach Myszki Miki (1999–2000), Café Myszka (2001–2003) i Cudownym świecie Myszki Miki (2020). 
Fragmenty animacji ptaka Aracuana wykorzystano w teledysku do piosenki Dr. Looney’s Remedy (1998) trio muzycznego Parachute Express. Ptak Aracuan wystąpił jako jeden z przeciwników w komputerowej grze platformowej World of Illusion Starring Mickey Mouse and Donald Duck (1996) na konsolę Sega Mega Drive. W 2015 roku holenderski DJ i producent muzyczny Tiësto wykonał remix The Aracuan Song na belgijskim festiwalu muzyki elektronicznej Tomorrowland.
Piosenki You Belong to My Heart i Baía stały się hitami. Ze względu na popularność tej drugiej tylko w 1945 roku w Stanach Zjednoczonych wydrukowano milion egzemplarzy partytury i w tym samym roku powstał cover w wykonaniu Bing Crosby’ego z orkiestrą Xaviera Cugata scoverował również Baía. Covery You Belong to My Heart wykonywali kolejno Bing Crosby z orkiestrą Xaviera Cugata (1945), Paula Kelly and the Modernaires (1945), Tito Guízar w filmie The Gay Ranchero (1948), Ezio Pinza w filmie Mister Imperium (1951), Andy Russell (1958), José Carreras w wersji hiszpańskiej (1984), Engelbert Humperdinck w wersjach angielskiej i hiszpańskiej (1989). Piosenka The Three Caballeros została zaśpiewana przez m.in. Bing Crosby’ego wspólnie z The Andrews Sisters, Jacka Westona, F. Murraya Abrahama i Paula B. Price’a w filmie Elegant (1976) czy Alvina i wiewiórki w albumie When You Wish Upon a Chipmunk (1995) coverującym wybrane piosenki z filmów Walt Disney Feature Animation. 
Pablo służył jako jedna z inspiracji dla postaci Chilly Willy’ego z Walter Lantz Productions. 